# 248
248是247與249之間的自然數。

## 在數學中
- 合數，正因數有1、2、4、8、31、62、124和248。
質因數分解為{\displaystyle 2^{3}\times 31}。
- 虧數，真因數和為232，虧度為16。
- 不尋常數，大於平方根的質因數為31。
- 十进制的奢侈數。
- 第16個不可及數。前一個為246、下一個為262。
- {\displaystyle 6\times 248\pm 1}是孿生質數
- 無平方數因數的數

## 在人類文化中
- 在西漢，1斤 = 248公克
- 新北市五股區的郵遞區號為248

## 在其他領域中
- 西元248年和前248年